# Helvetiella
Helvetiella es un género de foraminífero planctónico de la Familia Rugoglobigerinidae, de la Superfamilia Globotruncanoidea, del Suborden Globigerinina y del Orden Globigerinida. Su especie-tipo es Helvetiella helvetica. Su rango cronoestratigráfico abarca el Maastrichtiense (Cretácico superior).

## Descripción
Helvetiella incluía especies con conchas trocoespiraladas, globulares, de trocospira alta; sus cámaras eran subesféricas o globulares; sus suturas intercamerales eran rectas e incididas; su contorno era redondeado y fuertemente lobulado; su periferia era redondeada; su ombligo era estrecho y profundo; su abertura principal era interiomarginal, umbilical, con el área umbilical protegida por una delicada tegilla por coalescencia de los pórticos de las cámaras precedentes; la tegilla presentaba aberturas accesorias proximales o distales; presentaban pared calcítica hialina, perforada con poros cilíndricos, y superficie fuertemente pustulosa o espinoso-papilada (muricada).

## Discusión
El género Helvetiella no ha tenido mucha difusión entre los especialistas. Algunos autores ha considerado Helvetiella un sinónimo subjetivo posterior de Kuglerina. Clasificaciones posteriores incluirían Helvetiella en la Superfamilia Globigerinoidea.

## Paleoecología
Helvetiella, como Kuglerina, incluía especies con un modo de vida planctónico, de distribución latitudinal cosmopolita, preferentemente tropical-subtropical, y habitantes pelágicos de aguas superficiales (medio epipelágico).

## Clasificación
Helvetiella incluye a las siguientes especies:
- Helvetiella atlantica †
- Helvetiella helvetica †
- Helvetiella vulgaris †